# Schoenaker
De Schoenaker is een nieuw te bouwen woonwijk in Beuningen (Gelderland). De wijk ligt oostelijk van de Schoenaker (straat) en zuidelijk van de Van Heemstraweg. Ook komt het noordelijk van de hockeyvelden te liggen en westelijk van Ewijk.
De gemeente heeft de grond in november 2006 van een particulier gekocht.

## Andere plannen
De gemeente heeft andere plannen met het veld. Er wordt een voetbalcomplex aangelegd. Dit moet De Hutgraaf vervangen. Op De Hutgraaf zullen dan huizen gebouwd worden. De gemeente Beuningen is met het plan gekomen om in plaats van huizen, een cultureel centrum neer te zetten (een cultuurhuis). Hier zou Sporthal De Tinnegieter, theater Het Molenhuis en de Lèghe Polder in komen te zitten.
Later is de gemeente Beuningen de naam Schoenaker vooral gaan gebruiken om een bedrijventerrein aan te duiden. Op 24 januari 2023 kon geconstateerd worden dat op de website van de gemeente Beuningen letterlijk het volgende stond.

## Schoenaker
Dit terrein ligt in de kern van Beuningen en is met een oppervlakte van ongeveer 67 hectare het grootste bedrijventerrein van de gemeente.
Aan de noordkant van de Goudwerf ligt een groenzone met water. Aan de westkant grenst het bedrijventerrein aan de Ewijkse Steeg en aan de oostkant aan de straat Schoenaker. Ten zuiden van het terrein loopt de A73.